# Le jardin des supplices
Le jardin des supplices (en català, literalment, El jardí dels suplicis) és una novel·la decadentista de l'escriptor francès Octave Mirbeau, publicada l'any 1899, durant l'afer Dreyfus.

## Una monstruositat literària

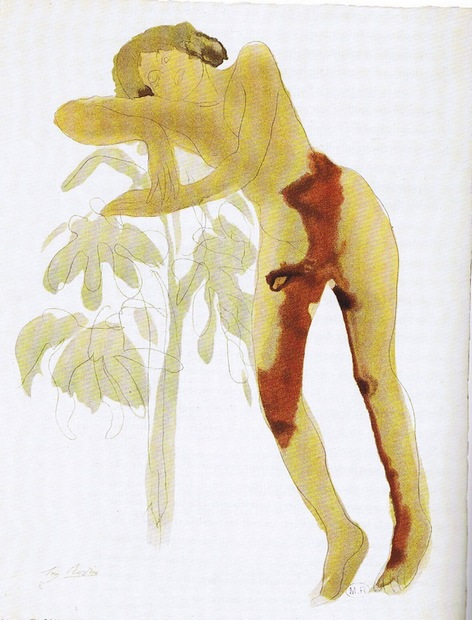
Auguste Rodin, Le jardin des supplices, Ambroise Vollard, 1902

Aquesta novel·la és una «monstruositat literària» constituïda per tres parts concebudes independentment: el «Frontispici», discussió sobre la llei de l'assassinat que regeix la natura i les societats humanes; «En missió», una caricatura del món politic de la Tercera República, i «El jardí dels suplicis» pròpiament dit, el relat d'una visita al presidi de Canton i dels suplicis refinats que s'hi practiquen sota la mirada atenta dels visitants fascinats.
Mirbeau, amb aquesta novel·la, deixa el lector amb un gran malestar perquè pertorba la seva visió del món i torna a posar en qüestió les seves normes morals i els seus criteris estètics i literaris.

## Comentaris
La novel·la és una denúncia de les societats opressives, que es basen totes en l'assassinat i, més precisament, del colonialisme, el francès i l'anglès, que transforma continents sencers en veritables «jardins dels suplicis». Aquest llibre tan especial, on es barregen les descripcions de flors i de suplicis, el sexe i la sang, és considerat una de les millors obres de la literatura decadentista.